# Felipe Beltrán
Felipe Beltrán Serrano (ur. 20 października 1704 – zm. 30 listopada 1783) — hiszpański duchowny katolicki. Biskup Salamanki od 1763. Generalny Inkwizytor Hiszpanii od 1775 roku; w okresie jego urzędowania doszło do wykonania ostatniego wyroku śmierci wydanego przez Hiszpańską Inkwizycję (w 1781 roku w Sewilli).